# 迪米塔爾·米拉科夫斯基
迪米塔爾·米拉科夫斯基（1981年5月14日—），北馬其頓籃球運動員，現在效力於北馬其頓球隊KK Rabotnički。他也代表北馬其頓國家男子籃球隊參賽。